# Servage et esclavage au Tibet

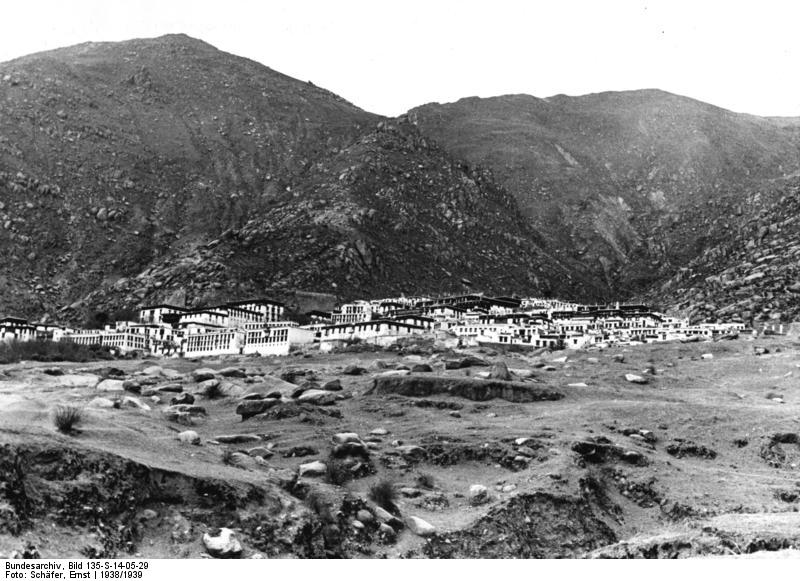
Selon Melvyn C. Goldstein, le monastère de Drepung en 1959 était propriétaire de 151 domaines agricoles et 540 pâturages auxquels étaient attachées de façon héréditaire des familles paysannes qui travaillaient les terres du monastère sans salaire sous le régime de la corvée.

Dans l'ancien Tibet, la paysannerie était liée héréditairement aux domaines des seigneurs nobles et monastiques et du gouvernement tibétain, seuls propriétaires terriens, auxquels elle devait des redevances en argent ou en nature et des corvées. Cette situation est qualifiée de servage et, dans le cas particulier de domestiques attachés à la maisonnée, d'esclavage, par des témoins directs, occidentaux ou tibétains, et par des tibétologues.
Le système de servage en vigueur sous la théocratie tibétaine a été étudié par Melvyn C. Goldstein à partir de 1965, alors qu'on pouvait encore interroger un grand nombre de Tibétains réfugiés en Inde ayant connu ce système. Au bout de deux ans d'enquête, il conclut que l'organisation sociale traditionnelle du Tibet était une variante du servage, comportant trois sous-statuts : les serfs qui louaient des terres à un domaine moyennant redevances et avaient de lourdes obligations (les khral-pa), ceux qui étaient attachés à un domaine mais ne détenaient pas de terres (les dud chung) et avaient donc moins d'obligations, et les serviteurs attachés de façon héréditaire à la maisonnée d'un seigneur (les nangsen).
La tibétologue Katia Buffetrille, pour sa part, déclare que dans l'ancien Tibet, « effectivement, il y avait du servage, de l'esclavage même », précisant que « la société était très hiérarchisée, seul le clergé et les nobles pouvaient être propriétaires terriens ». De plus elle indique qu'« Il ne s'agissait pas du tout d'un système idéal, mais [qu']il n'avait rien à voir avec de l'esclavage » en signalant que « Le terme de serfs, appliqué aux paysans, est contesté par certains tibétologues occidentaux, qui préfèrent celui de gens du commun ou sujets […]. En fait, les paysans, la grande majorité du peuple, étaient héréditairement liés à la terre. En dépit de cette structure qui peut paraître rigide, il y avait en fait une grande flexibilité. Ces paysans avaient des devoirs mais jouissaient aussi de droits. Les seigneurs n'avaient aucunement pouvoir de vie et de mort sur eux ».
En 1959, le gouvernement chinois, selon A. Tom Grunfeld, donnait la répartition suivante : noblesse 5 %, clergé 15 %, nomades 20 %, serfs 60 % (dont 45 % devant s’acquitter de redevances, 45 % sous « bail humain » et 10 % divers). En 2009, l'historiographie officielle chinoise fixe le pourcentage de la population serve et esclave à 95 % de la population totale, les khral-pa et les dud chung représentaient 90 % de la population, et les nangsen 5 %, le statut de ces derniers étant celui d’esclave et non de serf. Le journaliste Thomas Laird conteste le chiffre de 95 % de Tibétains et estime à 30 % de la population le nombre de paysans jouissant de terres et s'acquittant de redevances en nature et de corvées dues au gouvernement, à un monastère ou à des nobles, également à 30 % le taux de serfs sans terres mais inféodés à une famille aristocratique, à un monastère ou au gouvernement.
Dans les années 1900, le 13e dalaï-lama créa un Office de l'agriculture et permit aux serfs ayant fui leur domaine de se rattacher à l'Office moyennant le paiement d'un droit. Le 14e dalaï-lama « emploie couramment les termes serf et féodal pour décrire le Tibet d'avant 1959 », quoiqu'il juge le terme serf excessif. Il est d'avis que « le système de réincarnation comportait un aspect négatif : dans les richesses transmises au nom de l'institution, il y avait les serfs détenus par les monastères, ce qui entraînait bien des souffrances ».
Dans le cadre des « réformes démocratiques » approuvées par le gouvernement central en mai 1959, le Comité préparatoire à l'établissement de la Région autonome du Tibet adopte, le 17 juillet 1959, à Lhassa, la résolution votée le 28 avril 1959 à l'Assemblée nationale populaire à Pékin et concernant d'une part la suppression de la corvée obligatoire (ulag) et de l'esclavage, ainsi que la réduction des loyers et des intérêts des prêts, d'autre part la redistribution des terres.
En 2009, la journée du 28 mars est déclarée Journée d'émancipation des serfs au Tibet.
Une controverse existe quant aux termes à employer pour définir le statut et les conditions de vie de cette partie de la population. Des universitaires discutent de l'adéquation de la notion même de servage, au sens occidental, dans le cadre de l'ancien Tibet. Ce débat est devenu un argument politique dans la confrontation entre la République populaire de Chine et le Gouvernement tibétain en exil,,.

## Territoire concerné
Le gouvernement de la République populaire de Chine limite le « Tibet » au secteur qu’il désigne sous le nom de région autonome du Tibet, région créée en 1965 à partir des provinces de l'U, du Tsang et du Kham occidental qui formaient anciennement le Tibet politique, c'est-à-dire le territoire administré par les dalaï-lamas.[réf. nécessaire]
Pour sa part, le gouvernement tibétain en exil considère que d’autres secteurs à l'est où vivent des Tibétains appartiennent aussi au Tibet,, composé de trois régions :
- L'Ü-Tsang qui correspond à l'actuelle Région autonome du Tibet créée en 1965.
- L’Amdo, qui correspond aujourd'hui aux provinces chinoises du Qinghai, du sud du Gansu, et du nord du Sichuan.
- Et enfin le Kham, qui correspond aujourd'hui à une partie de l'est de la région autonome et aux deux provinces chinoises du Yunnan et du Sichuan.

Le Tibet ethnologique ou ethnographique représente toutes les régions qui furent autrefois habitées uniquement ou majoritairement par des gens d’origine tibétaine : le Tibet géographique plus le Bhoutan, les régions orientale et occidentale du Népal, les régions indiennes du Ladakh, de Spiti et de Kinnaur, certaines parties de l’Arunachal Pradesh et du Sikkim, le Baltistan pakistanais,.
L'étendue territoriale concernée par le présent article est celles des trois provinces tibétaines traditionnelles.

## Témoignages d'observateurs et travaux d'universitaires
Une situation de servage a été observée par des témoins directs, occidentaux ou tibétains, et décrite par des tibétologues s'intéressant au sujet.

### Terminologie
La traduction exacte du mot tibétain miser a suscité un débat chez les spécialistes du Tibet,. Pour Alice Travers, chargée de recherche en histoire au CNRS, les différences d'usage du terme « servage » relèvent de la « fameuse opposition du de jure / de facto ». Ainsi ceux qui utilisent le terme servage, comme Melvyn Goldstein, « insistent sur la norme et les dispositions légales qui lient un miser au domaine dans une relation légale de dépendance et soumettent son autonomie à l'accord du seigneur ». Alors que ceux qui réfutent le terme, comme Béatrice Miller ou William Coleman, « mettent l'accent sur les possibilités réelles et fréquentes de mobilité géographique et sociale qui s'offraient aux intéressés, et donc sur un certain degré d'autonomie dans la pratique, et parfois dans la transgression de la loi »}}.
Selon Melvyn Goldstein, le terme miser peut désigner un « serf » (serf), un « sujet attaché (au domaine) » (bound subject) ainsi qu'un « citoyen » (citizen) en fonction du contexte. Ainsi, miser of a lord renvoie aux « serfs du seigneur » tandis que miser of Tibet renvoie aux « citoyens du Tibet ».
Pour l'universitaire norvégienne Heidi Fjeld, ce mot signifie « roturier » ou « citoyen ». De même l’anthropologue Barbara Aziz traduit ce mot tibétain par « roturier » ou « gens du commun ». De même, pour l'historien William Monroe Coleman, « serf » est un terme trompeur pour traduire le mot tibetain mi ser.
Dans son autobiographie, Dalai Lama, My Son: A Mother's Story, Diki Tsering, la mère du dalaï-lama, parlant de ses années de jeunesse à Tsongkha dans l'Amdo, emploie l'expression bonded laborer (travailleur servile) comme synonyme de miser : « We did not have any miser, or bonded laborers, but servants were hired ».

### Témoignages directs de l'existence et de la condition des serfs auXXesiècle
L'explorateur et anthropologue russe Gombojab Tsybikov, dans un article sur le Tibet central et Lhassa publié en 1904, affirme qu'à cette époque « les princes » (c'est-à-dire les descendants des anciens chefs des principautés indépendantes, les descendants des pères des dalaï-lamas et des panchem lamas à qui la cour mandchoue a conféré le rang de prince de cinquième degré), sont, avec les monastères et leurs paroisses, de grands propriétaires terriens et que les paysans sont leurs serfs. Le gouvernement central, ou le dalaï-lama, possède davantage de terres et de serfs que les autres classes.
Le journaliste militaire britannique Edmund Candler, qui séjourna dans la capitale tibétaine en 1904 et en tira un livre, The Unveiling of Lhasa, décrit ainsi la société tibétaine de l'époque : « Le pays est régi par le système féodal. Les moines sont les seigneurs, les paysans leurs serfs ».

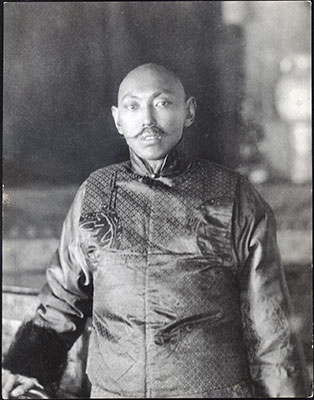
Le 13e dalaï-lama en 1910.

Perceval Landon, qui accompagna l'expédition militaire au Tibet en tant que correspondant spécial du quotidien britannique The Times, écrit ceci dans son livre The opening of Tibet, paru en 1905 : « dans tout le pays, il y a deux classes : les grands propriétaires terriens et les prêtres. Elles exercent chacune, dans ce qui est de son ressort, un pouvoir despotique sans appel. Le paysan d'un domaine est, dans presque tous les sens, un serf. Il est tenu de fournir à son maître la plus grande partie de sa production agricole, ne gardant pour lui-même et sa famille que la portion congrue. Il lui est interdit de quitter la terre ou le pays et il doit fournir gratuitement transport et provisions à tous les voyageurs ou visiteurs, qu'ils soient tibétains ou chinois ».
Séjournant au monastère de Badhur au sud de Shigatsé à l'été 1916, l'orientaliste tibétologue Alexandra David-Néel consigne dans une de ses lettres son impression du supérieur de l'établissement monastique : « Je pense à l'existence de ce haut Lama perché dans son belvédère régnant de là sur d'assez vastes propriétés, des trapas, des serfs villageois : une image du Moyen Âge ». Dans À l'ouest barbare de la vaste Chine (1947), elle écrit que « certains Tibétains, commerçants, fonctionnaires ou membres de la noblesse ou du clergé sont aussi propriétaires de nombreux troupeaux » et que « leur bétail est confié aux soins de pasteurs dont la condition est approximativement celle de serfs à l'époque féodale ».
Ngawang Thondrup, un moine qui servit dans le gouvernement tibétain en 1948, rapporte que l'avocat Gendün Chomphel prônait la réforme d'un système où des gens sont propriétaires d'autres gens (en tibétain dagpo gyab), signifiant par là que les nobles avaient des serfs (en tibétain, les miser) et des domaines, et qu'ils étaient propriétaires des gens [qui y vivaient]. Les serfs de la famille Tsarong, par exemple, devaient demander la permission de leur maître s'ils voulaient partir. Et les serfs ne possédaient pas la terre. Selon Gendün Chomphel, les monastères n'avaient nul besoin de détenir des domaines.
Un ancien agent commercial britannique à Gyantsé, Meredith Worth, cité par le tibétologue Alex C. McKay, fait état, dans un enregistrement de ses souvenirs pour l'année 1933, de « la domination et la brutalité des lamas et des responsables officiels à l'égard de la population serve »,.
Dans Cultural heritage of Tibet, David Macdonald, qui fut agent commercial britannique à Yatoung et Gyantsé de 1909 à 1924, écrit : « Très peu de petits fermiers travaillent pour leur bénéfice personnel, la plupart étant les tenanciers des grands propriétaires terriens et des monastères qui leur extirpent jusqu'à leur dernier sou. Il n'est guère de cultivateur qui soit propriétaire de sa terre et qui entrevoie de le devenir un jour. Le servage est usuel d'un bout à l'autre du pays. La personne née dans une famille de serfs d'une grande maison ne peut jamais s'en libérer. De désespoir, certains tentent bien de s'enfuir ».
Le terme « serf » est employé en 1954 dans la traduction en français (tout comme serf dans celle en anglais) de Sieben Jahre in Tibet, les mémoires publiés en 1952 par l'explorateur autrichien Heinrich Harrer, qui séjourna au Tibet interdit de 1944 à 1951 et qui enseigna l'anglais et la géographie au dalaï-lama,, : « Les domaines des nobles sont tellement vastes qu'il faut souvent chevaucher pendant deux jours avant d'atteindre leurs limites. Des serfs les cultivent, mais ils possèdent également des champs dont la récolte leur appartient en propre. Les intendants – qui sont, eux aussi, des serfs – ont la confiance du propriétaire et font figure de potentats ; ce sont eux les véritables maîtres ; les nobles, retenus à Lhassa par leurs obligations et les charges qu'ils occupent dans l'administration, se soucient fort peu de leurs propriétés. (…) Quelques hobereaux vivent au milieu de leurs serfs dans de sombres châteaux ».
Robert W. Ford, un Britannique employé par le gouvernement tibétain comme opérateur radio dans la ville de Chamdo, dans le Kham, à la fin des années 1940, écrit dans ses mémoires, publiés en 1957, qu'« au Tibet, un propriétaire dispose de ceux qui sont sur ses terres comme de serfs ». Il rapporte que son boy, pour pouvoir entrer à son service, « avait dû obtenir une autorisation en bonne et due forme du propriétaire du domaine sur lequel il était né ». Dans un compte rendu sur les réalisations des communistes au Tibet après l'entrée de l'armée populaire de libération en 1951, il fait état de l'abolition de la corvée de transport et de son avis que le servage lui aussi sans doute disparaîtra mais qu'en attendant « tout le monde est serf ».
Ngapo Ngawang Jigme, le chef de la délégation tibétaine aux négociations de paix de Pékin en 1951, déclara, dans le discours qu'il fit devant l'élite tibétaine après la signature de l'accord en 17 points sur la libération pacifique du Tibet : « Si nous appliquons cet accord, l’économie et le système politique changeront petit à petit […] nous autres, seigneurs féodaux, nous perdrons nos serfs, mais nos revenus iront en augmentant et non en diminuant ».
Dans un chapitre de son livre When Serfs Stood up in Tibet publié en 1959, la journaliste américaine Anna Louise Strong évoque la condition servile de paysans de la région de Lhassa attachés à un manoir appartenant à la famille Khemey et divisés en tsaiba, duichun et nantsan. Le domaine comptait 303 âmes, dont 22 familles tsaiba, 45 familles duichun et 18 familles nantsan. Chaque année, 420 arpents étaient semés, dont 96 exploités en faire-valoir direct par l'intendant grâce au travail des nantsan. 25 arpents étaient alloués à 22 familles tsaiba en échange de corvées, et les quelque 300 arpents restant étaient loués aux tsaiba et aux duichun contre le quart de leur récolte. Mais quand les serfs s'étaient acquitté de ce qu'ils devaient pour les prêts, à taux usuraire, de semences, d'instruments agricoles, de bétail et de nourriture, environ 70 % de ce qu'ils produisaient allait au seigneur.
En 1962, Stuart et Roma Gelder, deux écrivains et journalistes britanniques autorisés à se rendre au Tibet, alors fermé aux voyageurs étrangers, rapportent avoir interrogé un ancien serf, Tsereh Wang Tuei, qui avait volé deux moutons appartenant au monastère de Drepung. En guise de peine, il avait eu les yeux énucléés et une main mutilée. Pour le journaliste Warren W. Smith Jr, les Gelder ne savaient pas que d’anciens serfs faisant le récit de très mauvais traitements avaient été encouragés à s'étendre sur eux et avaient fait carrière en les racontant aux Chinois, aux Tibétains, et aux visiteurs étrangers.
Se fondant sur les entretiens qu'il a eus à partir de 1965 avec des Tibétains installés à Bylakuppe, un village de réfugiés situé dans l'État du Karnataka, en Inde, l'anthropologue américain Melvyn C. Goldstein affirme que dans l'ancien Tibet, jusqu'au milieu du XXe siècle, la totalité de la population laïque était attachée aux domaines fonciers des seigneurs nobles et monastiques et du gouvernement tibétain, seuls propriétaires terriens, et qu'à l'exception de 250 à 300 familles nobles la population laïque était des serfs. Goldstein déclare regrouper sous le vocable « serfs » l'expression bound peasants (« paysan attaché au domaine ») ou les termes tibétains miser, treba, düjung et nangsen.
La mère du 14e dalaï-lama, Diki Tsering, rapporte dans ses mémoires, parus en 2000, qu'« à Lhassa les miser (travailleurs attachés) faisaient tout le travail tandis que les maîtres les exploitaient et cela la mettait en colère de voir que certaines familles traitaient leurs miser avec mépris ». Elle rapporte également que son fils Gyalo Thondup (le deuxième frère aîné du dalaï-lama), avant de quitter le Tibet pour l'Inde en 1952, fit le tour de toutes les propriétés foncières de la famille et donna aux miser ce qu'il y avait dans les réserves, leur disant qu'ils n'avaient plus de dettes. Sous leurs yeux, il brûla tous les documents relatifs à leur ancien statut.
L'actuel dalaï-lama lui-même use du terme de « serf », comme dans ces propos de 1991 : « Les rapports entre le propriétaire et le serf étaient bien plus doux au Tibet qu'en Chine et les conditions des pauvres étaient bien moins dures », ou encore dans le livre d'entretiens avec Thomas Laird paru en 2007, où il déclare employer le terme maintenant mais que celui-ci n'était pas usité de son temps au Tibet. Dans ce même livre, il confie à son interlocuteur que « le système de réincarnation comportait un aspect négatif : dans les richesses transmises au nom de l'institution, il y avait les serfs détenus par les monastères, ce qui entraînait bien des souffrances ».

### Avis d'auteurs sur la question

#### Auteurs utilisant le terme de «serf» sans restriction
En 1907, le géographe français Jules Sion affirme que le paysan tibétain, resté dans une condition voisine du servage, entretient par les redevances, les réquisitions, la corvée, un lama par deux habitants mâles, sans compter l'aristocratie laïque.
En 1952, Hugues-Jean de Dianous évoque le Tibet comme étant une région « où règne un régime de type féodal et ecclésiastique et où l'on trouve de nombreux serfs ».
Claire Marquis-Oggier et Jacques Darbellay, auteurs, en 1999, de Courir pour Dieu, une biographie du missionnaire au Tibet Maurice Tornay (1910-1949), écrivent que les lamas, qui possèdent de vastes terrains, « imposent un régime féodal qui réduit le peuple au servage et même à l'esclavage ». Les auteurs rapportent que l'acquisition par la mission catholique de Yerkalo de terres appartenant à lamaserie de Karmda dans la région de Batang (Sichuan), était pour l'habitant un moyen de changer de statut et d'être délivré des redevances féodales dues à la lamaserie.
Diki Tsering, la mère du 14e dalaï-lama, dans son autobiographie, donne bonded laborer (« travailleur attaché ») comme équivalent de miser et distingue ce dernier du peasant (« paysan ». Elle rapporte que sur le domaine de Duntse accordé à leur famille, ils possédaient environ 300 familles de miser. Elle exigeait de leurs serviteurs qu'ils s'adressent aux miser par leur nom véritable plutôt que par kei (homme) et mei (femme).
Le professeur d'histoire Pierre Chapoutot porte un jugement sans nuances sur la société de l'ancien Tibet : « Jusqu'à ce qu'il tombe aux mains des communistes, le Tibet a été une société féodale extraordinairement arriérée et brutale, dans laquelle quelques dizaines de clans (laïques ou religieux) exploitaient une population réduite dans son écrasante majorité au servage et au silence ».
Pico Iyer, un journaliste et écrivain qui s'est penché sur le dalaï-lama pendant trente ans, utilise le terme de « servage » pour décrire la société au Tibet avant 1959 : « A peine arrivé en exil, en 1959, le Dalaï-Lama a saisi cette opportunité de se débarrasser de la bureaucratie et du servage qui avait cours au Tibet (...) ».
Dans son livre China's Tibet: Autonomy or Assimilation (2008), le journaliste américain Warren W. Smith reconnaît que la description du Tibet par les communistes chinois comme étant une société de servage est exacte mais que cette description est noircie par la nécessité de justifier la légitimité de leur domination du Tibet.
Michel Soutif, dans son livre Fondements des civilisations de l'Asie (2012), écrit qu'« à l'extérieur des temples, les nobles entretenaient entre eux des rapports de type féodal régis par une stricte hiérarchie, et [que] la population paysanne était réduite à l'état de serfs ».

#### Auteurs utilisant le terme de «serf» avec restriction
Plusieurs auteurs contestent la traduction du terme « miser » par « serf ».
En 2005, l'universitaire norvégienne Heidi Fjeld affirme pour sa part que si Melvyn C. Goldstein traduit miser par « serf », la principale source chinoise sur l'histoire sociale du Tibet (la Maison d'édition du peuple du Tibet, 1987) ainsi que des personnes qu'elle a interrogées rendent ce mot par « roturier » ou « citoyen », ajoutant que « serf » serait alors une subdivision de miser.
En mars 2008, la tibétologue Katia Buffetrille confirme que dans l'ancien Tibet, « effectivement, il y avait du servage, de l'esclavage même », précisant que « la société était très hiérarchisée, seul le clergé et les nobles pouvaient être propriétaires terriens ». Elle ajoute cependant « Mais, à la fin du XIXe siècle, des réformes ont été entreprises par le 13e dalaï-lama (1876-1933), qui a même aboli la peine de mort en 1898 » et que pour décrire la situation en 1949 « Le mot esclave est parfaitement impropre » et qu'« Il ne s'agissait pas du tout d'un système idéal, mais il n'avait rien à voir avec de l'esclavage. », en nuançant également ce qui relevait alors du servage : « Le terme de serfs, appliqué aux paysans, est contesté par certains tibétologues, qui préfèrent celui de gens du commun ou sujets », les seigneurs n'avaient aucunement pouvoir de vie et de mort sur eux ». Pour elle, quel que soit le terme employé, il est primordial de savoir ce qu'il signifie. Les paysans étaient, de fait, héréditairement liés à la terre et travaillaient gratuitement pour un seigneur ou un monastère qui leur fournissait en échange une terre dont, il est vrai, ils n'étaient pas propriétaires. Elle indique que le « paysan » avait une « identité légale », il avait des devoirs mais aussi des droits. Ainsi le seigneur ne pouvait pas modifier la superficie des parcelles attribuées au paysan, le seigneur ne pouvait pas réévaluer le montant des taxes dues. En cas de conflit, le paysan pouvait demander un arbitrage au-dessus de son seigneur. Ce dernier devait régler les conflits entre différents paysans. Si un d'entre eux quittait le domaine sans accord, le seigneur pouvait le faire poursuivre et le punir.
Alice Travers, chargée de recherche en histoire au CNRS, préfère éviter tout « amalgame » entre les sociétés européenne et orientale a fortiori tibétaine. Elle considère qu'il est préférable d'évoquer une « société à domaines », sur lesquels des « misers » travaillaient. Le terme de « miser » peut se traduire par « roturiers » ou « gens de commun » et ce sans la connotation européenne de « serf ». Il existe bien des similitudes entre le serf européen et le miser tibétain en particulier sur le « degré de dépendance (privation partielle des libertés) vis-à-vis du domaine d’origine ». Toutefois certains « misers » pouvaient prospérer économiquement avec donc la présence d'une « sorte de classe moyenne aisée » ,.

### Travaux de Melvyn C. Goldstein sur le servage
Le système de servage en vigueur dans le Tibet d'avant 1959 a été étudié dans le détail par le tibétologue américain Melvyn C. Goldstein à partir de 1965, à une époque où il n'était pas trop tard pour interroger un grand nombre de personnes ayant connu ce système, en l'occurrence des Tibétains ayant pris le chemin de l'exil et installés à Bylakuppe, dans l'État du Karnataka, en Inde. Au bout de deux ans d'enquête dans ce village de réfugiés, Goldstein en vint à la conclusion que l'organisation sociale traditionnelle du Tibet était, selon ses termes, une variante du servage (serfdom en anglais) comportant divers sous-statuts et marquée par des souplesses ainsi que des rigidités. L'universitaire Christopher I. Beckwith, spécialiste du Tibet médiéval, considère à propos de ce travail une « dépendance trop large de récits oraux d’une fiabilité incertaine ».

#### Les domaines fonciers
L'organisation des domaines fonciers au Tibet était en gros analogue à celle des manoirs de l'Angleterre et de l'Europe occidentale médiévales dans la mesure où l'une comme l'autre avait pour caractéristique le fait que les terres étaient détenues par des seigneurs que faisait vivre une paysannerie liée juridiquement à ces domaines ou manoirs. Au Tibet, les domaines (shiga) étaient détenus par des familles nobles, des monastères, des lamas réincarnés ou par le gouvernement lui-même. Ces domaines leur étaient accordés par le souverain (le dalaï-lama ou son régent), lesquels avaient le pouvoir de les confisquer (ce qu'ils faisaient parfois) malgré le fait que les détenteurs de domaines en jouissaient de façon héréditaire. Le souverain avait aussi le pouvoir d'attribuer de nouveaux domaines, en particulier à la famille de chaque nouveau dalaï-lama, laquelle se trouvait ainsi anoblie.
Dans les domaines tibétains, les moyens de production – les terres cultivées – étaient associées à une main-d'œuvre paysanne liée héréditairement au domaine. Ces terres étaient de deux sortes : la terre du seigneur (ce qu'on appelle « réserve seigneuriale ») et la terre du paysan (ce qu'on appelle « tenure »). La réserve seigneuriale occupait généralement la moitié ou les trois quarts des terres cultivables du domaine et était travaillée entièrement par le biais de corvées des paysans liés héréditairement au domaine.
En 1951, entre 37 % et 50 % des terres les plus fertiles du Tibet étaient détenues par les monastères et les lamas réincarnés, 25 % du restant étant détenu par la noblesse laïque. Le reliquat était la propriété du gouvernement. Au cours des siècles, l'État avait alloué aux institutions religieuses de vastes étendues de terre cultivable et de pâturages pour leur subsistance ainsi que les serfs pour cultiver ces terres.

#### L'attachement héréditaire au domaine
Selon les résultats de ses recherches, le trait fondamental du domaine ou manoir tibétain est le fait que les paysans n'avaient pas le droit d'abandonner leur terre et de chercher fortune ailleurs. Ils n'étaient pas libres et, s'ils s'enfuyaient, le seigneur était en droit de les poursuivre et de les forcer à retourner au domaine (droit de suite). Cet assujettissement du paysan à un domaine et à son seigneur se transmettait de façon héréditaire par transmission en parallèle : les fils d'un homme devenaient sujets du domaine ou du seigneur auquel celui-ci appartenait ; les filles d'une femme devenaient sujettes du domaine ou du seigneur auquel celle-ci appartenait. Si un domaine changeait de mains, les paysans qui y étaient attachés restaient sur place et devenaient les sujets du nouveau seigneur. Presque toute la paysannerie était attachée héréditairement aux domaines ou seigneurs soit directement, soit par le statut du « bail humain » (mibo). Seule exception : les moines et nonnes. Si un paysan voulait entrer dans les ordres, la permission du seigneur lui était accordée systématiquement et toute obligation à l'égard de ce dernier était levée.
Selon Goldstein, le seigneur pouvait également transférer ses paysans chez un autre seigneur ou un riche paysan, pratique toutefois peu fréquente. il cite un transfert opéré par le monastère de Drepung à la fin des années 1940. Ayant besoin d'une très grande quantité de bois pour le thé servi quotidiennement à ses 10 000 moines, le monastère fit appel à sa main-d'œuvre corvéable, 12 jeunes hommes célibataires, envoyés dans l'un des domaines du monastère dans une montagne éloignée pour y vivre sous la tente et couper et transporter du bois pendant 10 ans. Ayant été choisis sur la base de l'obligation de leurs familles à fournir des corvées au seigneur, ils ne reçurent ni salaire ni nourriture pendant toute la durée de leur corvée mais tous les jours une journée de corvée/homme était portée au crédit de chaque famille.
Cette organisation non seulement fournissait aux élites des ressources matérielles mais elle leur garantissait aussi une main-d'œuvre captive. Ils n'avaient pas à se disputer les travailleurs sur un marché du travail ni à se soucier de les nourrir, vêtir et loger comme dans l'esclavage. Le seigneur, qu'il fût lama réincarné, monastère, noble ou gouvernement, n'avait besoin que de fournir un intendant ou maître pour diriger la main-d'œuvre liée héréditairement à son domaine. Goldstein précise que c'est cet aspect de la société tibétaine traditionnelle qui l'a amené à classer celle-ci comme variante de la seigneurie européenne et à désigner les paysans sous le nom de « serfs ».

#### Les catégories de serfs
Le fait que quasiment toute la paysannerie était attachée à un domaine et à son seigneur ne signifiait pas qu'elle était homogène quant au statut et au niveau de vie. À l'intérieur de la catégorie générale des serfs, des différences importantes existaient. Il y avait :
- les serfs qui louaient des terres d'un domaine moyennant redevances et avaient de lourdes obligations (les khral-pa),
- ceux qui étaient attachés à un domaine mais ne détenaient pas de terres soumises à redevances (les dud chung) et de ce fait avaient moins d'obligations vis-à-vis du domaine,
- les serviteurs attachés de façon héréditaire au seigneur (les nangsen)[70].

Les khral-pa étaient liés aux terres qu'ils détenaient de façon héréditaire. Ils ne pouvaient pas en être expulsés tant qu'ils s'acquittaient de leurs obligations mais n'avaient pas le droit d'abandonner ces terres de façon unilatérale. Leurs obligations étaient les plus variées et les plus lourdes de toutes les catégories de serfs, en particulier la corvée de transport (sa tshig) des fonctionnaires traversant le domaine.
Les terres détenues par les dud chung ne l'étaient pas à titre permanent et n'étaient pas très étendues. Ils n'avaient pas à payer de lourdes redevances en nature ou en espèces et n'étaient pas soumis à la corvée de transport due aux fonctionnaires. Les dud chung se répartissaient en deux classes :
- d'une part, ceux qui étaient physiquement attachés à un domaine (presque toujours monastique ou noble) dont la réserve[note 4] devait être cultivée par le biais des corvées ;
- d'autre part, ceux qui, grâce au statut particulier dit de « bail humain », n'étaient plus attachés à un domaine et pouvaient se déplacer à leur guise et travailler à ce qu'ils voulaient et pour qui ils voulaient ; en contrepartie, ils étaient tenus de verser au propriétaire de leur domaine d'origine une redevance annuelle en espèces, et souvent de lui fournir également quelques journées de corvée[72].

Enfin, certains serfs étaient choisis dès l'enfance pour servir, leur vie durant, de soldats, de moines, de nonnes ou de serviteurs dans le cadre de leurs obligations de corvée.

#### L'Office de l'agriculture du13edalaï-lama
Pendant la première décennie du XXe siècle, le 13e dalaï-lama, sur les recommandations, dit-on, du représentant de la Chine impériale, créa un nouvel office gouvernemental et promulgua de nouvelles lois qui changèrent radicalement la structure du servage. La fonction de l'« Office de l'agriculture » ainsi qu'on l'appela, était de trouver de nouveaux bras et de nouvelles terres. Avec le temps, le nombre de serfs qui s'étaient enfuis et ne voulaient pas demander de « bail humain » où n'étaient pas en mesure d'en obtenir un, était devenu considérable. Parallèlement, en raison du sous-peuplement, nombre d'anciennes tenures restaient inoccupées. L'Office fut autorisé à délivrer une franchise à tout ancien serf en fuite depuis trois ans. Ces individus sans seigneur devinrent de ce fait les serfs de l'Office lui-même. Pour la première fois, un serf avait la possibilité, sur le plan juridique, de changer de seigneur et d'éliminer l'attachement à la terre. En contrepartie, le serf devait payer un droit minime de 5 zho pour les hommes et de 2 zho 1/4 pour les femmes. Il y eut foule pour obtenir la franchise et devenir serf de l'Office de l'agriculture. Cependant, la portée de cette innovation devait bientôt être réduite pour ne pas porter préjudice au système de servage. Les serfs bénéficiant de la franchise furent rattachés à des domaines ou à des villages de serfs dépendant du gouvernement et manquant de bras.

#### Beatrice Millervs.Melvyn Goldstein
La validité d'application du mot et du concept de servage au Tibet fut contestée par quelques chercheurs, dont Beatrice Miller, qui en débattit avec Melvyn Goldstein dans une série d’articles publiés dans la revue The Tibet Journal de 1986 à 1989. Miller fit valoir qu'un seigneur avait aussi des obligations envers le gouvernement central, et donc que les obligations d'un paysan envers son seigneur n’étaient qu’un exemple des obligations sociales qui étaient échues à tout le monde ; que les obligations dues au seigneur l'étaient collectivement par la famille, et non pas individuellement ; que les obligations d'un paysan n'étaient pas si pénibles car il lui était facile de fuir,.
Goldstein répondit que la nature des rapports seigneur-gouvernement central était radicalement différente des rapports paysan-seigneur et non pertinente ; que la relation paysan-seigneur ne pouvait pas être contractuelle puisqu'elle était héréditaire et que le serf était privé du droit de rompre cette association même en acceptant de remettre au seigneur son lopin de terre ; que si les obligations de corvée incombaient principalement aux ménages, le statut juridique du serf était lié à sa personne, héréditaire et non annulable ; que s'il était vrai que nombre de serfs s'enfuyaient, cela ne changeait rien au fait que fuir était illégal et punissable, et que c’était un acte de désespoir coupant le serf de ses attaches familiales, sociales et économiques,,.
Quant à la forme d’affranchissement partielle ou « bail humain », Goldstein précise qu'elle libérait seulement temporairement du service quotidien, mais non du service occasionnel, laissé à l'appréciation du seigneur, et qu'elle impliquait le paiement de redevances annuelles nettes fixées par le seigneur et révocables selon sa volonté. C’était donc une forme très faible d’affranchissement.

#### Servage et misérabilisme
Pour Melvyn Goldstein, employer le concept de servage à propos de l'ancien Tibet n'implique pas l'idée que les seigneurs maltraitaient ou torturaient leurs serfs et que ceux-ci étaient sous-alimentés ou mouraient de faim. Le seigneur avait tout intérêt à ce qu'il y ait assez de bras valides pour cultiver sa réserve, que ses serfs soient en mesure de produire de quoi se nourrir et qu'il n'y ait pas d'interruption dans la production agricole du domaine. Dire qu'une société connaît le servage ne revient pas à dire que les serfs sont dans le dénuement complet. Dans Nomads of Western Tibet: the survival of a way of life, Goldstein et son coauteur Cynthia M. Beall font état de la richesse de nombre des nomades de Pala, sujets ou serfs du panchen-lama dans son domaine ou fief de Lagyab Lhojang dans l'ouest du Tibet : tout en s'acquittant de leurs redevances et de la corvée de transport, certains d'entre eux possédaient des troupeaux de plusieurs milliers de moutons et de chèvres et des centaines de yacks.

#### Fin des domaines
Selon Melvyn C. Goldstein et Matthew T. Kapstein, l'arrivée des communistes chinois au Tibet en 1951 ne changea rien au départ à la vie monastique ou à la possession de domaines et de paysans (serfs) par les monastères mais, à la suite du soulèvement avorté de 1959, Pékin renonça à sa politique des petits pas au Tibet. Il s'agissait désormais d'abattre la domination politique, économique et idéologique des détenteurs de domaines fonciers, dont les monastères.
Le Comité préparatoire à l'établissement de la région autonome du Tibet, devenu, après l'abolition du Kashag le 28 mars 1959, le nouveau gouvernement tibétain, adopta, sous la direction du 10e panchen-lama, un train de mesures dit « des trois abolitions et des deux réductions », les « abolitions » concernant la rébellion, le travail forcé et la servitude individuelle, et les « réductions » le loyer de la terre et les taux d'intérêt. Les terres de tous les insurgés furent confisquées et les récoltes restituées aux cultivateurs. Goldstein et Kapstein rapportent l'exemple de Drepung, dont un certain nombre de moines avaient défendu le palais d'été à Norbulingka et combattu dans la ville. Drepung fut déclaré monastère insurgé et vit tous ses domaines et silos à grain confisqués sans recevoir de compensations. De même, tous les prêts qu'il avait octroyés et étaient encore en cours furent annulés. Le flot des revenus en nature et en argent se tarit complètement. Les terres appartenant aux propriétaires de serfs qui n'avaient pas participé à la rébellion furent rachetées par l'État pour être ensuite distribuées à leur tour.

### Analyses de Tom Grunfeld
Dans son livre The Making of Modern Tibet (1996), l'historien américain Tom Grunfeld affirme que la très grande majorité des gens du Tibet étaient des serfs ou, comme on les appelait alors, des mi-ser. Les serfs étaient « liés » à leur maître. Celui-ci leur octroyait le droit de travailler la terre en échange de redevances et de corvées. Pour entrer dans les ordres ou pour se marier, le serf devait en demander l’autorisation à son maître ; de même pour quitter le domaine et partir en pèlerinage, voir de la famille ou commercer. Le maître donnait son accord seulement après que le serf se soit acquitté de toutes ses obligations.
Grunfeld reprend la distinction entre les deux catégories de serfs dépendant des noblesses monastique et laïque : les tre-ba et les du-jung. Catégorie aisée, les tre-ba étaient titulaires, de façon héréditaire, d'une tenure qu'on ne pouvait leur enlever, sauf en cas de refus de leur part de s'acquitter de leurs redevances et leur corvée de transport, de loin les plus lourdes de leurs obligations. Du fait de leur statut, ces serfs avaient leur mot à dire dans les affaires du village et parfois même devenaient chefs de village. Les du-jung n'étaient pas titulaires d'une tenure mais avaient le statut de serf avec ses obligations afférentes (redevances, corvées, etc.). Ils prenaient de la terre en bail ou s'engageaient chez des tre-ba. Une troisième catégorie de serfs était celle formée par ceux qui appartenaient au gouvernement. Ils habitaient dans un village du gouvernement dont ils ne pouvaient s'absenter sans permission.
Selon lui, il y avait très peu de mobilité sociale dans l'ancien Tibet et les serfs étaient obligés d'accepter la situation où ils se trouvaient à la naissance. Même enrichi, un serf restait un serf. Il y avait cependant une échappatoire à cette situation : la pratique du « bail humain ». Un serf pouvait aller où il voulait et faire ce qu’il voulait tant qu’il s’acquittait d’une prestation annuelle dont le seigneur et lui-même étaient convenus. Ainsi, dans le cas où le contrat dit « bail humain » était passé entre un seigneur et une serve qui souhaitait épouser le serf d'un autre seigneur et aller habiter sur le domaine de son mari, comme l'obligation féodale se résumait à une somme d'argent annuelle ou à une corvée restant à définir, pour l'accomplissement de laquelle le serf pouvait engager quelqu'un d'autre, ce n'était pas une charge pesante. Mais les seigneurs ne se montraient guère favorables à ce genre d'accord.
Il est difficile d’établir des statistiques sur les pourcentages respectifs des trois groupes de serfs (tre-ba, du-jung, serfs du gouvernement). En 1959, le gouvernement chinois donnait la répartition suivante : noblesse 5 %, clergé 15 %, nomades 20 %, serfs 60 % (dont 45 % devant s’acquitter de redevances, 45 % sous « bail humain » et 10 % divers).
Les redevances dues par les serfs l’étaient soit au gouvernement de Lhassa, soit aux monastères, soit aux seigneurs féodaux. Toutefois, les serfs des domaines monastiques n’avaient pas à s’acquitter de redevances aux nobles, ni les serfs des villages gouvernementaux. Les redevances versées annuellement au gouvernement consistaient en tsampa (pour les moines), redevances pour la fête des prières, foin, fleurs (pour la préparation du papier), ustensiles, viande, redevances subsistant de l’année précédente, corvées (réparation de digues, construction de canaux d’irrigation), redevances militaires (soldes et provisions de la troupe). Les redevances dues aux monastères pour le maintien des fonctions religieuses consistaient en beurre, viande, laine, tissus laineux, tsampa. Les monastères en outre avaient le droit de prendre des enfants pour en faire des moines si les vocations étaient insuffisantes.
L'existence d'esclaves domestiques est signalée par Grunfeld, qui fait remarquer, au passage, qu'elle est niée avec virulence par les défenseurs de l'ancien régime.
Grunfeld s'étonne du fait que malgré les preuves accablantes d'une société fortement stratifiée où un abîme séparait les classes sociales, les auteurs continuent à passer ces preuves sous silence ou cherchent à les justifier en arguant que cette société était bienveillante.

### Analyses de Katia Buffetrille

#### La société tibétaine avant 1959
La tibétologue Katia Buffetrille indique que la société tibétaine était composée de strates (rig) très hiérarchisées. Outre les religieux, il y avait les laïcs, lesquels présentaient trois strates : « la noblesse, le peuple et la strate inférieure (bouchers, pêcheurs, dépeceurs de cadavres et forgerons ». Trois groupes sociaux seulement pouvaient être propriétaires : l'État, le clergé et la noblesse (les « Trois Grands Seigneurs » de la propagande chinoise) mais, en fin de compte, on considérait que la terre appartenait au souverain, c'est-à-dire au dalaï-lama dans la région administrée par Lhassa.
Pour Katia Buffetrille, que l'on emploie le terme de « serfs » ou ceux de « gens du commun » ou de « sujets », il est primordial de savoir ce que recouvrent exactement ces termes. Les paysans étaient, de fait, héréditairement liés à la terre et travaillaient gratuitement pour un seigneur ou un monastère qui leur fournissait en échange une terre dont, il est vrai, ils n'étaient pas propriétaires. Ils devaient des taxes qui étaient versées en argent, en nature mais la plupart étaient sous forme de travail, essentiellement le travail de la terre. Lorsqu'un domaine changeait de propriétaire, le serf restait attaché à la terre, et s'il s'enfuyait, son maître avait le droit de le faire rechercher et de le punir. Les modalités régissant ces obligations réciproques étaient consignées dans des actes écrits.
Il existait chez les paysans (ou serfs) deux grands ensembles à savoir les « payeurs de taxes » (trelpa) et les « petits foyers » (düchung). Les « payeurs de taxes » travaillaient et bénéficiaient du fruit de leur travail sur des terres qu'on ne pouvait pas leur retirer tant qu'ils effectuaient leurs corvées et payaient leurs taxes. Ils pouvaient même sous-louer ces terres. Les membres des « petits foyers », tout en étant attachés à un seigneur, pouvaient se déplacer comme ils le souhaitaient, ils pouvaient travailler pour le donneur d'ordres de leur choix. Par contre, ils devaient payer une somme annuelle, fixée à l'avance, à leur seigneur.
Les nomades avaient les mêmes droits et devoirs que les paysans. Ils devaient aussi des taxes et des corvées au seigneur. Ils ne devaient pas non plus quitter le domaine. Mais comme les paysans, certains nomades étaient riches avec des troupeaux importants et des serviteurs travaillant dans la maisonnée. Ainsi dans le Tibet central, au nord du bourg de Nyêmo (Xian de Nyêmo), vivent toujours les nomades Lhalu qui était les sujets de Lhalu Tsewang Dorje, ils étaient « libres de leurs mouvements une fois leur travail accompli ».

#### Le système des taxes
Les taxes pouvaient être réglées en nature avec des grains, des tissus, des produits du lait, en argent ou par l’intermédiaire d'un travail. Il était parfois demandé aux paysans d'intervenir dans le village pour réparer une route ou une digue. Certains villageois étaient de corvée de bois pour le seigneur ou devaient repeindre le monastère local. Lorsque des jeunes enfants étaient recrutés pour la troupe de danse du dalaï-lama alors la famille était exemptée de taxes.
Katia Buffetrille précise que les taxes et les corvées étaient redevables par les familles et non par les individus. Ainsi il était possible de partir en pèlerinage pourvu que le reste de la famille s'acquitte des charges dues<. L'écrivain Gilles Van Grasdorff, précise que « ces taxes ou corvées n'étaient pas très élevés. [...] Le paysan avait également le droit de louer, d'hypothéquer son lot. Mais cette situation était rare ».

#### Esclavage
Katia Buffetrille reconnaît qu'une forme d'esclavage se pratiquait couramment dans les régions limitrophes orientales et méridionales durant la première moitié du XXe siècle : « [elle] consistait essentiellement pour les Tibétains à maintenir en esclavage des membres des tribus voisines ».

#### Organisation de nouvelles classes sociales
Katia Buffetrille indique que les autorités chinoises organisèrent la nouvelle société, après l'abolition de l'ancien système, avec de nouvelles classes sociales. Sur le plan économique, les familles présentant plus de 50 % de revenus après déduction des charges courantes sont alors classées comme « propriétaires de serfs », celles qui conservaient entre 45 % et 50 % sont des « agents de propriétaires de serfs », entre 35 % et 45 % ce sont les « fermiers riches », de 25 % à 35 % ce sont les « fermiers de classe moyenne ». Le restant de la population tibétaine appartient à la classe pauvre. Sur le plan politique, les « agents de propriétaires de serfs » comprenaient les militaires au-dessus des chefs de section de 25 soldats (zhelngo), les moines au-dessus de préfet de discipline et les représentants des propriétaires fonciers. Deux groupes sont créés : les « oppresseurs » et leurs descendants, les « opprimés » et leurs descendants. Ces derniers accèdent alors « en haut de l'échelle sociale » et bénéficient d'avantages importants de par leur appartenance à une nouvelle classe privilégiée.

### Analyses de Robert Barnett
Le tibétologue Robert Barnett indique que de nombreux chercheurs réfutent l'analogie entre les conditions du miser tibétain et du serf européen. Par exemple, les misers pouvaient réduire les « obligations envers leur seigneur » en remboursant une partie de leurs dettes, ils pouvaient ainsi changer de domicile. Robert Barnett précise que « la force de l'argument chinois » se situe dans « le sous-entendu que le servage et avec lui le féodalisme, sont inséparables de l'excès de mauvais traitements ». Or le lien entre les mauvais traitements et la conditions des paysans n'a pas été démontré, sauf par les chercheurs proches des autorités chinoises.
Pour Barnett certains fermiers qui louaient les terres aux monastères en « étaient  de facto devenus propriétaires, nul ne pouvait leur en retirer la jouissance ou en modifier la taille tant qu'ils s'acquittaient des taxes et des corvées ». Le fils héritait des terres au décès du père et des documments précisaient les rapports entre les fermiers et les propriétaires juridiques des biens.
Robert Barnett considère que si l'on retient l'hypothèse du servage et du féodalisme dans l'ancien Tibet, cela signifie qu'il existe « une relation particulière d'endettement entre paysans et propriétaires ». Cette situation est similaire aux autres organisations de la paysannerie « prémoderne » et c'est aussi le cas d'une partie importante de la Chine à cette époque.
Robert Barnett indique que la Chine n'a aucunement prétendu, à l'époque de son invasion ou libération du Tibet, vouloir libérer les Tibétains de l'injustice sociale. Elle a déclaré qu'elle ne faisait que les libérer de l'« impérialisme » (c'est-à-dire des immixions britanniques et américaines). La question de libérer les Tibétains de la féodalité et de l'oppression de classe n'est apparue que vers 1954 dans le Tibet oriental et en 1959 dans le Tibet central.
Selon Barnett l'État chinois a besoin de montrer que la grande majorité des Tibétains était opprimée, afin de tenir pour une « libération » l'arrivée des armées chinoises à Lhassa, en 1951. De plus, il lui est nécessaire de présenter cette oppression comme considérable, et la société comme très primitive, afin d'expliquer pourquoi, dans le passé, il n'y a eu guère ou pas de soulèvements au Tibet, et apparemment aucun appel significatif de la paysannerie tibétaine pour une intervention chinoise en sa faveur. La question de l'histoire sociale du Tibet est donc hautement politisée. Pour Robert Barnett, les « érudits tibétains et chinois ne sont pas autorisés à mettre en doute ouvertement le point de vue officiel selon lequel le Tibet était une société féodale oppressive ».

### Les esclaves domestiques
Le tibétologue indo-britannique Charles Alfred Bell, qui de septembre 1904 à novembre 1905 eut sous sa responsabilité la vallée de Chumbi, située à l'intersection du Sikkim, du Bhoutan et du Tibet, et alors occupée par les Britanniques, rapporte que l'esclavage continuait à y être pratiqué à l'époque tout en ayant fortement décliné les trente années précédentes. Il ne restait qu'une ou deux douzaines d'esclaves, contrairement à la situation du Bhoutan voisin où l'esclavage était plus répandu. Ces esclaves provenaient, pour la plupart, du Tibet du Sud-est et des territoires tribaux entre le Tibet et l'Assam. Certains avaient été enlevés, encore enfants, à leurs parents, ou vendus par ces derniers à des étrangers qui les élevaient pour les garder ou les revendre. Ils étaient nourris, habillés par leur maître à l'instar de serviteurs, mais non rémunérés. Bell rapporte avoir vu deux esclaves provenant de ces territoires tribaux. Ravis à leurs parents à l'âge de cinq ans, ils avaient été vendus à Lhassa pour environ sept livres chacun. Bell note également que l'esclavage dans la vallée du Chumbi était d'un type très atténué. Si l'esclave n'était pas bien traité, il lui était facile de fuir et de chercher refuge au Sikkim ou en Inde britannique.
L'orientaliste tibétologue Alexandra David-Néel rapporte, en 1953, qu'une sorte d'esclavage assez bénin subsistait encore, dans les années 1950, dans maintes parties du Tibet. Attachés à une famille particulière, les esclaves en constituaient une grande partie de la domesticité. Cet esclavage, qui n'était pas légal, reposait sur la coutume, laquelle, au Tibet, avait force quasiment de loi.
Dans son livre The Tibetans, paru en 2006, le spécialiste du bouddhisme Matthew Kapstein écrit que « l'esclavage existait dans le monde tibétain principalement sous la forme de servitude ancillaire ». Dans la région de Tsari, à la frontière du Tibet et de ce qui est aujourd'hui l'état indien de l'Arunachal Pradesh, le terme du cru désignant l'esclave était nyomi, littéralement « marchandise humaine », quoique souvent les individus qui avaient été achetés par des familles fussent désignés par euphémisme sous le vocable de « serviteur » (yogpo). La pratique tibétaine de garder en esclavage des membres des tribus Subansiri était courante dans la première moitié du XXe siècle dans toutes les régions frontières du Sud et de l'Est, de Dzayül au Sikkim. De jeunes filles et de jeunes garçons de ces tribus étaient disponibles comme esclaves. Dans les années 1940 et 1950, l'acquisition d'esclaves se faisait parfois au moyen du troc, contre des instruments rituels tibétains, très appréciés des Subansiri. On préférait comme esclaves les enfants aux adolescents et aux adultes car moins tentés de s'enfuir. L'esclave acheté ne recevait aucun salaire mais vivait en tant que « serviteur » au sein de la famille étendue.

### La corvée de transport (oula)
La corvée de transport gouvernementale (ou corvée de poste) dans l'ancien Tibet est abordée par l'anthropologue et journaliste William Montgomery McGovern dans son livre To Lhasa in Disguise, publié en 1924. Le paysan tibétain, à ce qu'il rapporte, est soumis à une forme d'imposition indirecte appelée oula. Chaque famille, en fonction de sa richesse, doit prêter gratuitement à tout dignitaire gouvernemental détenteur du permis ad hoc, un certain nombre d'animaux de monte et de transport pour son usage personnel et celui de ses domestiques lors de leurs déplacements. Les paysans sont tenus également de prévoir le fourrage pour les bêtes, d'accompagner ces dernières et d'en prendre soin, sans compensation financière. Enfin, ils ne doivent pas récriminer devant la perte ou la mort d'un poney ou d'une mule (souvent maltraités par les serviteurs). Et McGovern de préciser que l'oula n'est guère prisée de la population. Quand, en décembre 1951, le dalaï-lama et sa cour se réfugièrent à Yatoung dans la vallée de Chumbi, à la frontière du Sikkim, les paysans de la ville et des environs, non sans parfois quelques récriminations durent nourrir gratis, plusieurs mois durant, le pontife, sa cour et son troupeau de mules.
L'origine mongole du terme oula s'explique par le fait que la corvée de transport aurait été instaurée au Tibet sous l'empire mongol et sous la dynastie Yuan : elle fut d'abord un service postal servant aux Mongols à envoyer des messages d'un bout à l'autre de leur empire. Parfois, les messages étaient acheminés par des courriers qui avaient le droit d'exiger logement, nourriture et transport dans les villages traversés. D'autres fois, c'est aux villageois eux-mêmes qu'il incombait de transmettre les messages. Les autorités tibétaines et chinoises ultérieures héritèrent de ce système mais celui-ci s'altéra par la multiplication tant des personnes en mesure d'en exiger la prestation que des prestations elles-mêmes.
Seigneurs laïcs et ecclésiastiques pouvaient, eux aussi, exiger de leurs serfs la corvée de transport. Wim Van Spengen, dans son livre Tibetan Border Worlds, paru en 2013, souligne le fait que les nombreux monastères qui faisaient du commerce et avaient des agents dans les villes frontière du Tibet, imposaient la corvée de transport aux populations se trouvant sur les itinéraires commerciaux.
Le système de la corvée s'appliquait non seulement au transport des notables mais aussi à la construction et à la réparation de routes et de bâtiments au bénéfice du gouvernement. C'est ce que rapporte Alexandra David-Néel en 1953 dans Le vieux Tibet face à la Chine nouvelle, en évoquant les corvées auxquelles étaient soumis tous les paysans du Tibet. Les villageois ne recevaient en échange ni salaire ni nourriture.

## Historiographie chinoise
Des chercheurs chinois se sont penchés sur les questions du servage et de l'esclavage dans le Tibet des dalaï-lamas, notamment les sociologues Rong Ma, Li Sha et Hui Jin, l'historien Qabai Cedain Puncog et les auteurs (sous les pseudos Wang Jiawei et Nyima Gyaincain) du livre Le Statut du Tibet de Chine dans l'histoire.

### Les serfs et les esclaves
Selon le sociologue chinois Rong Ma, avant 1959, la société tibétaine se divisait en deux grands groupes, d'une part les abbés et les nobles, d'autre part les mi-ser, répartis en trois sous-groupes :
- les tre-ba[120], serfs attachés de façon héréditaire au domaine d'un monastère ou d'une famille noble ; outre un lopin personnel, ils travaillaient la terre du seigneur gratuitement et fournissaient divers services (corvées) au seigneur ou au gouvernement ;
- les du-jung (petits feux)[121], au statut de serfs héréditaires mais qui, moyennant une redevance et la fourniture de corvées à leur seigneur d'origine, pouvaient louer de la terre ou s'embaucher auprès d'un tre-ba ; avec les tre-ba, ils représentent 90 % de la population ;
- les nangsan[122], domestiques attachés de façon héréditaire à un manoir et ayant le statut d'esclaves (5 % de la population) (leurs enfants devenaient eux aussi des nangsan)[123]. Ils appartenaient au propriétaire d'un domaine et travaillaient gratuitement pour lui. Ce dernier leur fournissait logement, nourriture et vêtements, le plus souvent de façon sommaire. Présents dans un petit nombre de domaines, ils correspondaient, selon Liu Zhong, à une forme ancienne d'exploitation, antérieure à l'apparition du système féodal[124].

Dans le district d'Amdo, dans le nord du Tibet, les familles riches avaient des serviteurs à vie, appelés cheyer, qui travaillaient gratuitement pour elles et étaient dépourvus de toute liberté individuelle. Pour s'absenter, même pour un laps de temps très court, ils devaient demander la permission de leur maître. La majorité de ces cheyer étaient à l'origine des orphelins ou des veuves. Ces serviteurs à vie étaient toutefois différents, par certains côtés, des esclaves de famille : le maître n'avait pas le droit de les céder à un autre. Certains cheyer, techniquement compétents, pouvaient même devenir membres de la famille.

### Les seigneurs
Selon le sociologue chinois Li Sha, avant les « réformes démocratiques » de 1959, les trois classes principales de seigneurs – responsables féodaux, aristocrates et moines - jouissaient de la totalité des terres, champs ou pâturages, des friches, des forêts, des montagnes, des rivières, etc. Des quelque trois millions de gram ou hectares de terres cultivées, 30,9 % étaient exploitées par les responsables féodaux, 29,6 % par les aristocrates et 30,5 % par les moines. Il y avait environ 200 seigneurs, et plus de 20 gros propriétaires de serfs, dont 7 ou 8 très gros qui possédaient chacun une douzaine de manoirs et jusqu'à 10 000 gram de terre. Ces seigneuries féodales, qui représentaient à peine 5 % de la population, non seulement possédaient toutes les terres mais avaient la haute main sur le pouvoir politique et tous les leviers pour préserver leurs intérêts de classe tandis que les serfs et les esclaves, qui représentaient 95 % de la population, ne possédaient ni terres ni liberté individuelle.

### Contrats d'échange, d'acquisition ou de cession de serfs
Selon l'historien tibétain Qabai Cedain Puncog, l'étude des registres d'état civil des fonctionnaires, des aristocrates, des monastères et du bureau d'administration des affaires agricoles du gouvernement de l'ancien Tibet, révèle que les fonctionnaires, aristocrates et monastères avaient le droit d'échanger leurs serfs. Une fois que les deux parties avaient donné leur consentement, elles pouvaient fixer les conditions d'échange, définies en fonction des biens et des compétences de leurs serfs, puis elles signaient le contrat indiquant clairement combien de serfs étaient échangés de part et d'autre.
Un contrat conservé aux Archives de la région autonome du Tibet et provenant du monastère de Drepung, règle l'échange de quatre serves et de leur progéniture de son domaine de Ludo, contre trois serfs et leur progéniture de son domaine de Senggong : « Comme convenu lors des consultations entre les intermédiaires du domaine seigneurial de Senggong et celui du domaine seigneurial de Ludo : Dorje Wangmo, Drolma Lhazon, Butri et Lhazom, quatre domestiques féminines et leur progéniture résidant dans le domaine seigneurial de Ludo, dépendant du monastère de Drepung, contre trois serviteurs : Baico, Losang et Dorje et leur progéniture résidant dans le domaine seigneurial de Senggong du monastère de Drepung ».
Un autre acte, daté de 1914, est un contrat de cession, par un propriétaire de serfs, d'une mère et de ses trois filles, à un noble en paiement d'une dette : « Moi, Gykangba, dans l'impossibilité de rembourser les soldes des militaires empruntées au noble Rampa, dispose de la femme Qoizin Drolma et de ses trois filles pour l'acquittement de ma dette. Dès ce jour, ces quatre personnes sont à la disposition de Rampa qui devient leur propriétaire légal. En cas de violation de cet engagement, je suis prêt à accepter de plein gré la sanction selon ce contrat ».
Dans un acte écrit en vieux tibétain, conservé aux Archives du Palais culturel des nationalités (référence : MC 1015), un couple de serfs cède un fils et une fille à leur créditeur en remboursement de leurs dettes : « Étant dans l'impossibilité de rembourser l'argent et les grains que nous devons à Nedong Dekhang, nous, Tsewang Rabten et notre épouse, serfs du manoir de Dusong, donnons notre fille Gensong Tonten et notre plus jeune fils Padma Tenzin à Dekhang en remboursement de nos dettes. Les descendants de nos fils et fille seront serfs de Dekhang ».
Selon l'écrivain américain Foster Stockwell, qui passa son enfance à Chengdu dans le Sichuan, aussi tard qu'en 1945, un noble de haut rang du nom de Tsemon Norbu Wangyal céda cent serfs à un moine de la région de Drigung au prix seulement de 4 dollars d'argent par serf.

### Différence entre paysans tibétains et paysans Han
Selon Rong Ma, à la différence des paysans tibétains, les paysans Han étaient juridiquement libres. Même lorsqu'ils étaient très pauvres et avaient à payer un loyer élevé pour la terre qu'ils prenaient en bail au seigneur, même lorsqu'ils vivaient dans des conditions effroyables, il y avait une différence de taille entre ces derniers et leurs homologues tibétains : s'ils ne louaient pas de terre à un seigneur, ils n'étaient pas tenus de payer quoi que ce soit à ce dernier, et ils étaient libres de s'en aller. Aucun paysan Han ne souhaitait s'installer au Tibet pour se retrouver serf : il n'en existe aucun exemple dans la littérature. L'absence de migration interne d'agriculteurs Han au Tibet explique la grande homogénéité ethnique au Tibet.

### Serfs en fuite
Les serfs étaient tenus de ne pas quitter le domaine auquel ils appartenaient. Ceux qui s'enfuyaient pouvaient être repris et punis. Selon Rong Ma, qui cite le tibétologue Lhapa Phuntso, des enquêtes effectuées dans quatre domaines du comté de Taksé indiquent que sur un total de 395 serfs, 44, soit 11 %, avaient pris la fuite de 1940 à 1950. Des archives montrent que de 1949 à 1957 le taux de fuite dans le comté de Medro Gongkar était encore plus élevé (45 %) au sein des familles serves.
Même au plus haut niveau de l'élite tibétaine, on ne plaisantait pas avec le délit de fuite. Au mois de décembre 1922, le 13e dalaï-lama en personne donna l'ordre d'arrêter des serfs qui n'avaient pas versé leurs redevances et s'étaient enfuis de leur domaine : « Norbu Drolma et son fils, Gonpo Dargye et son épouse, Agyel et ses deux fils, Bale et son épouse et leur fils, trois membres de la famille Garba, un membre de la famille Phupa, lesdites personnes originaires de la région d'Oserchang de Medro Gongkar, n'ayant pas versé leurs redevances, ont fui leur domaine. Il est interdit à tout propriétaire de domaine, que celui-ci appartienne au gouvernement, à la noblesse ou à un monastère, de les accueillir et de les cacher. Ces personnes, une fois reprises, doivent être retournées à leur seigneur ».

### Révoltes de serfs (1remoitiéduXXesiècle)
L'ancien Tibet aurait connu à maintes reprises des jacqueries spontanées de serfs contre des responsables du gouvernement tibétain ou des propriétaires de serfs. Selon Wang Jiawei et Nyima Gyaincain :
- En 1938, des paysans et des éleveurs de la zone des 39 tribus étaient soumis à de lourdes corvées et impositions. 150 foyers de la tribu Gata firent remettre par un des leurs une pétition aux autorités du comté : il fut jeté en prison par le juge. Quelque 40 membres de la tribu cernèrent les bâtiments des autorités locales, étranglèrent le juge et s'emparèrent des armes de 45 soldats. Le gouvernement envoya des renforts, qui se livrèrent à une répression sanglante[135].
- En 1926-1928, des habitants du comté de Bome livrèrent bataille contre les taxes exorbitantes imposées par le Kashag : ce fut la plus grande jacquerie contre le gouvernement en un siècle. Le prince Gelang réunit 300 personnes pour attaquer nuitamment le campement de l'armée tibétaine, tuant 30 officiers et hommes de troupe. Le Kashag envoya des renforts et régla la question par un bain de sang[136].
- En 1931, Caiba, un noble de Gyadiu dans le Shannan, avait des visées sur Gyamei, région fertile et très peuplée et à l'époque sous la juridiction du Kashag. Au moyen de pots-de-vin, il obtint le droit de contrôler les taxes et la location des terres. Les serfs de Gyamei, furieux d'avoir des taxes à payer à la fois au gouvernement et à Caiba, tuèrent celui-ci à coups de pierres et de gourdins. Lorsque le gouvernement voulut réprimer la révolte, les serfs s'enfuirent. La lutte dura 28 ans. Ce n'est qu'en 1951 que le gouvernement tibétain consentit à ce que Gyamei ne soit plus sous la houlette de Caiba[137].

Si pour les auteurs de The Historical Status of China's Tibet, de tels événements sont trop nombreux pour en dresser une liste exhaustive, par contre Robert Barnett considère qu'il a eu « peu ou pas, de soulèvement au Tibet » et a priori aucun appel des paysans pour une interventions des Chinois en leur faveur.

## Point de vue du gouvernement de la République populaire de Chine
Le gouvernement de la République populaire de Chine déclare qu'avant 1959, 95 % de Tibétains vivaient dans un système de servage féodal. Un livre blanc, publié en 2009, affirme qu'avant la « Réforme démocratique », le Tibet abritait 2 676 monastères hébergeant 114 925 moines dont 500 petits et grands bouddhas vivants et autres lamas de haut rang, et plus de 4 000 moines détenant le pouvoir économique. À cette époque, un quart des hommes étaient moines. Les trois grands monastères de Drepung, Sera et Ganden accueillaient plus de 16 000 moines et possédaient 321 domaines, 9 800 ha de terre, 450 prés, 110 000 têtes de bétail et 60 000 serfs. La famille du 14e dalaï-lama possédait 27 manoirs, 30 pâturages, et plus de 6 000 serfs. Monastères et nobles disposaient de prisons privées pour leurs serfs et leurs esclaves.
Selon le livre Fifty Years of Democratic reform in Tibet publié en 2009 par le Conseil des affaires de l'État de la République populaire de Chine, nombre d'éléments montrent qu'au milieu du XXe siècle le servage féodal était assailli de nombreuses contradictions et agité de crises récurrentes. Les serfs pétitionnaient leurs maîtres pour obtenir l'allègement de leur fardeau, s'enfuyaient des domaines, refusaient de s'acquitter des redevances et des corvées, voire recouraient à la lutte armée.
Le site officiel Les droits de l'homme au Tibet, rapporte un dicton populaire tibétain disant que « les serfs n'ont que leur ombre à emporter, et que leur empreinte de pied à laisser ». De même, sur le site officiel de Radio Chine Internationale (CRI online), Wang Gui, un tibétologue âgé de plus de 70 ans, ayant travaillé et vécu au Tibet de 1950 à 1981, cite un proverbe local pour évoquer les conditions de vie avant la Réforme démocratique : « Trois couteaux frappaient les serfs : les corvées, les impôts et les intérêts des prêts, trop élevés. Les paysans d'alors avaient alors trois options : l'exode, l'esclavage ou la mendicité ». Un troisième dicton, à ce que rapporte le site La Chine aujourd'hui, disait : « Les parents donnent la vie, mais les fonctionnaires possèdent le corps. On ne dispose ni de sa vie ni de son corps ».

## Point de vue du gouvernement tibétain en exil et du dalaï-lama
À l'historiographie officielle chinoise, le gouvernement tibétain en exil répond :
« […] Les justifications chinoises n’ont aucun sens. Tout d'abord, le droit international n'accepte pas ce type de justification. Aucun pays n’est autorisé à en envahir, occuper, annexer et coloniser un autre simplement parce que sa structure sociale ne lui plaît pas. Deuxièmement, la RPC a apporté plus de souffrance au nom de la libération. Troisièmement, des réformes nécessaires étaient engagées et les Tibétains sont tout à fait capables de s'en charger »,.
Le 14e dalaï-lama écrit dans ses mémoires publiés en 1962 : « ce serait induire le lecteur en erreur de dire que les paysans étaient locataires de leur terre, car ce n'était qu'en apparence que celle-ci appartenait à l'État. En fait, le paysan pouvait léguer sa terre à ses enfants, la louer à d'autres, l'hypothéquer ou même vendre le droit qu'il avait de la cultiver, droit dont il n'usait guère, d'ailleurs, car son premier devoir était de la conserver intacte pour ses descendants ».
En 2007, le dalaï-lama déclare à Thomas Laird que « le système de réincarnation comportait un aspect négatif : dans les richesses transmises au nom de l'institution, il y avait les serfs détenus par les monastères, ce qui entraînait bien des souffrances ».

## Aspects historiques

### Abolition du servage en 1907 dans le Kham oriental
Dès 1907, des mesures d'abolition du servage et de remplacement par du travail rémunéré sont décidées dans le Kham oriental, sous administration chinoise de la dynastie Qing, par Zhao Erfeng, vice-roi par intérim de la province du Sichuan. Cependant, cet affranchissement des populations n'aboutit finalement qu'à un transfert des obligations, la corvée due aux seigneurs locaux étant dans les faits remplacée par une corvée due à l'administration locale : ils deviennent en quelque sorte des serfs d'État.

### Un statut inchangé (1951-1959)?
Entre 1951 et 1959, selon Hu Yinan et Wu Jiao, le statut des serfs dans le territoire administré par le gouvernement tibétain (Tibet central et Kham occidental), est resté inchangé d'un commun accord entre ce gouvernement et les responsables chinois en vertu de l'Accord en 17 points sur la libération pacifique du Tibet. L'article 11 de l'accord stipule que sur la question des diverses réformes à apporter au Tibet, les autorités centrales n'exerceront aucune contrainte et le gouvernement local du Tibet exécutera ces réformes de son plein gré et, lorsque le peuple exigera des réformes, la question sera réglée en prenant l'avis des instances dirigeantes du Tibet.
Cependant, selon l'historien Tsering Shakya, au début des années 1950, certains Tibétains introduisirent eux-mêmes des réformes dans leurs domaines. Ngabo fut le premier, libérant de son manoir 2 500 mi ser appartenant à son domaine. Nombre de ses sujets reçurent des compensations de ses propres fonds. Le frère du 14e dalaï-lama, Gyalo Dhondup démembra aussi les domaines de la famille du dalaï-lama. Ces changements, eu égard à la forte opposition notamment des monastères, dont les sources de revenus dépendaient de leurs domaines, indiquent que les Tibétains sentaient que des réformes étaient nécessaires.

### Le Comité des réformes (années 1950)
Le dalaï-lama mit en place, dans les années 1950, le Bureau ou Comité des réformes (en tibétain Legchoe Lakhung ou Legjö Leygung), présidé par Ngabo et Surkhang Wangchen Gelek et ayant pour but d'introduire des réformes sociales et terriennes. Le dalaï-lama affirme que le nouveau comité réduisit la corvée de transport puis les dettes héréditaires. Il ajoute que d'autres réformes étaient projetées, par exemple le retour au gouvernement des domaines possédés par les familles fortunées, mais que les Chinois s'y opposèrent. Pour Melvyn Golstein, l'affirmation selon laquelle les Chinois dans les années 1950 auraient empêché le gouvernement tibétain de faire des réformes ne repose sur rien.
Le journaliste anglais Johann Hari affirme que le dalaï-lama, durant les quelques années où il dirigea le Tibet « dans une alliance difficile avec les Chinois », aurait établi un système judiciaire indépendant et aboli le système de la dette héréditaire, qui était, expliquait-il, « le fléau de la communauté paysanne et rurale », emprisonnant celle-ci dans un état de servitude vis-à-vis de l'aristocratie. Warren W. Smith Jr. mentionne des réformes restées à l'état de projet, qui prévoyaient la dévolution à l'État des droits de la noblesse à percevoir l'impôt et à rendre la justice.

### Abolition du servage en 1959
En 1959, après avoir réprimé en mars ce qu'il qualifie de révolte de l'ancienne classe privilégiée de l'ancien Tibet (pour l'universitaire chinois Chen Jian, ce soulèvement est une « révolte populaire anti-chinoise et anti-communiste »), le gouvernement communiste a mis en place au Tibet une série de « réformes démocratiques », ainsi que les appelle l'historiographie chinoise, notamment l'« abolition du servage », ou « émancipation des serfs et des esclaves »,.
Approuvées par le gouvernement central en mai 1959, ces réformes se dérouleront en deux étapes selon une résolution adoptée par le Comité préparatoire à l'établissement de la Région autonome du Tibet le 17 juillet 1959 à Lhassa après avoir été votée à l'Assemblée nationale populaire à Pékin le 28 avril 1959,, :
- la première se focalisera sur la suppression de la corvée obligatoire (ulag) et de l'esclavage, ainsi que la réduction des loyers et des intérêts des prêts ;
- la deuxième se concentrera sur la distribution des terres.

Les propriétaires de grands domaines n'ayant pas participé à la révolte virent leurs biens rachetés par l'État, les autres propriétaires furent expropriés. Les domaines furent ensuite redistribués aux paysans sans terre.
Citant Melvin Goldstein, le tibétologue Sam van Schaik rapporte que l'abolition de la main-d'œuvre servile se traduisit par l'effondrement brutal de l'institution monastique. Comme les monastères étaient les plus gros propriétaires terriens du Tibet et qu'ils ne pouvaient plus entretenir leurs armées de moines et de nonnes sans les redevances imposées aux communautés locales, ils furent contraints, pour la plupart, de fermer leurs portes. Ainsi prit fin la domination exercée par les lamas depuis des siècles.
La réforme agraire au Tibet ne se fit pas sans difficultés : le sinologue britannique Bill Brugger fait état du fait que les paysans tibétains, soucieux de protéger leur karma, avaient le sentiment que le prix de la mise à bas d'un seigneur ou d'un abbé allait se traduire par une réincarnation sous une forme de vie inférieure.

### Les «serfs émancipés»
Plusieurs décennies après les réformes démocratiques, il existe encore au Tibet, ainsi que le signale Wang Lixiong, nombre de gens connus sous la désignation de « serfs émancipés » : alors qu'ils étaient en bas de l'échelle sociale du Tibet féodal avant 1959, ils ont pu obtenir, grâce au parti communiste, des terres et une amélioration importante de leur statut social. À la suite des réformes démocratiques, un grand nombre d'anciens serfs, et leurs enfants, occupent ou ont occupé des postes de premier plan aux différents niveaux du gouvernement régional du Tibet. C'est le cas de l'homme politique Lekchog, né en 1944 dans une famille de serfs de la région de Gyantsé, et qui fut président du gouvernement régional de 1998 à 2003, ou encore de Raidi, né en 1938, qui, enfant, servit de domestique à des chefs tribaux et à un Bouddha vivant et devint plus tard président du Comité permanent de l'Assemblée populaire de la région autonome du Tibet.

### La Journée d'émancipation des serfs
En 2009, les législateurs tibétains désignèrent le 28 mars comme date officielle de la journée d'émancipation des serfs dans la région autonome du Tibet.
Pour sa part, le gouvernement tibétain en exil considère l'anniversaire du 28 mars comme une « tragédie », affirmant que 87 000 Tibétains étaient décédés lors de la rébellion de 1959.

## Controverse autour de l'usage politique du servage au Tibet
La controverse sur le sujet du servage au Tibet repose sur une question de terminologie dans un débat politique entre la République populaire de Chine et le Gouvernement tibétain en exil et dans un débat universitaire sur la notion même de servage dans le cadre de l'ancien Tibet. D'un côté, la partie chinoise cherche à convaincre l'opinion internationale que le Tibet appartient historiquement à la Chine, et que les affaires du Tibet sont des questions internes à la RPC. De l'autre côté, les Tibétains cherchent à internationaliser leur cause, en partie en cherchant à convaincre l'opinion internationale que le Tibet était indépendant de l'empire chinois.
Outre la volonté de chasser les impérialistes du Tibet, l'existence d'un « servage féodal » est l'un des arguments principaux de la République populaire de Chine pour justifier sa prise de contrôle du Tibet :
« …se débarrasser de l'agression des impérialistes et briser le joug du système de servage féodal étaient devenus une nécessité historique du progrès social au Tibet et le désir ardent du peuple tibétain. La fondation de la République populaire de Chine en 1949 apporta un espoir aux Tibétains plongés dans un abîme de souffrance. Conformément à la règle du développement historique et en procédant dans tous les cas dans l'intérêt des Tibétains, le gouvernement populaire central concourut activement à la Libération pacifique du Tibet et adopta de grandes résolutions et d'importantes mesures comme la réforme démocratique, l'application de l'autonomie régionale des minorités ethniques, la mise en place du processus de modernisation sur une grande envergure, ainsi que la réforme et l'ouverture, etc. pour changer radicalement le destin du Tibet et stimuler énergiquement le développement de la société tibétaine. La Libération pacifique a ouvert la grande porte à la modernisation du Tibet ».
Le tibétologue Alex McKay, pour sa part, fait remarquer que les enregistrements de l'agent commercial britannique à Gyantsé en 1933, Meredith Worth, évoquent une image du Tibet plus proche de celle présentée par les sources communistes chinoises que celle proposée par les sources britanniques. Interrogé en 1980, Worth déclarait : « J'ai souvenir de nombreuses réceptions joyeuses au Fort [de Gyantsé] et dans les résidences des familles riches, de la domination et de la brutalité des lamas et des responsables envers la population serve et de l'omniprésence des maladies vénériennes... Ce fut donc pour moi un soulagement que de lire récemment, dans le livre de Han Suyin, Lhassa the Open City, que cet état de choses n'est plus ».
Thomas Laird note que des spécialistes débattent de la validité d'application du terme « serf » au Tibet et sont confrontés à un manque de données. À la suite de A. Tom Grunfeld, Thomas Laird conteste le pourcentage de 95 % de serf allégué par les autorités chinoises. Il estime ce pourcentage à 60 %. Soit 30 % de la population pour le nombre de paysans jouissant de terres et s'acquittant de redevances en nature et de corvées dues au gouvernement, à un monastère ou à des nobles et également à 30 % le taux de serfs sans terres mais inféodés à une famille aristocratique, à un monastère ou au gouvernement.